# Euproctis camellia
Euproctis camellia är en fjärilsart som beskrevs av Collenette 1949. Euproctis camellia ingår i släktet Euproctis och familjen tofsspinnare. Inga underarter finns listade i Catalogue of Life.